# Academic Press
Academic Press est une maison d'édition américaine faisant partie du groupe Elsevier.

## Catalogue, collections et revues
- Methods in Enzymology
- Experimental Cell Research